# Barbara Simmonds
Barbara Simmonds (ur. 6 października 1961) – brytyjska lekkoatletka specjalizująca się w skok wzwyż.
Największy sukces na arenie międzynarodowej odniosła w 1979 r. w Bydgoszczy, zdobywając brązowy medal mistrzostw Europy juniorek w skoku wzwyż (z wynikiem 1,84; za Kerstin Dedner i Katrin Buck).
W 1982 r. zdobyła tytuł mistrzyni Wielkiej Brytanii. W 1976 r. zdobyła tytuł mistrzyni organizacji Amateur Athletic Association juniorek do 15 lat. W 1979 i 1982 r. zdobyła złote medale mistrzostw AAA, natomiast w 1983 r. zdobyła złoty medal halowych mistrzostw AAA. 
Rekord życiowy w skoku wzwyż: 1,88 – Ateny 07/09/1982